# Creu de terme de Bell-lloc d'Urgell
Creu de terme de Bell-lloc d'Urgell és un monument del municipi de Bell-lloc d'Urgell (Pla d'Urgell) inclòs en l'Inventari del Patrimoni Arquitectònic de Catalunya.

## Descripció
Creu de terme de base hexagonal i capçalera vuitavada amb dos costats aixafats. La corona una creu de ferro forjat i pedra de gran sentit artístic. Conserva algunes formes medievals com ara els dosserets i escuts d'armes de la capçalera. Els relleus, deteriorats, deixen entreveure l'estil barroc. Així, doncs, estem davant d'una creu de terme amb decoració esculpida força malmesa degut a la corrosió i desgast del material en què fou executada. Consta de tres parts ben diferenciades: la creu llatina, pròpiament dita, de braços carrats i suaument contornejats per un petit motiu treballat a manera de fronda lateral. Damunt les dues cases de la creu s'hi adossa una petita creu, també de pedra, que deixa veure tota la seva estructura i braços lobulats o en flor de lis (l'erosió del material no permet precisar-ho), nus i tija gòtica. Els laterals de la creu estan resseguits per una fronda de ferro de motius recargolats i rajos lluminosos pròpia de l'època barroca. Al nus i fust hi ha dosserets triangulars que aixopluguen figures (ca. 50cm) una de les quals molt malmesa, l'altra podria ser St. Cristòfol, a més d'aquestes hi ha escuts i una altra figura amb altres dues genollades -potser relacionades amb el benefactors de l'obra-. La penya és de base quadrangular.

## Història
Creu que pertanyia al primitiu cementiri municipal. La construcció del cementiri data del 1862 i estava situat a l'altre acostat de la via. Al centre del cementiri hi havia aquesta creu. Aquest fou enderrocat i el 1933 s'inaugurà el nou, i potser en aquest moment la creu s'instal·là a la plaça.